# Центр досліджень армії, конверсії та роззброєння
Центр досліджень армії, конверсії та роззброєння (ЦДАКР) — неурядова громадська дослідницька організація, створена з метою сприяння розвитку та поглибленню демократизації українського суспільства шляхом розповсюдження загальноприйнятих у світі норм громадського контролю за силовими структурами, дослідження процесів роззброєння та озброєння, ефективної конверсії підприємств ВПК України.
Центр створено у 1999 році як добровільне об'єднання спеціалістів у сфері реформування силових структур, професійного аналізу та дослідження військово-громадянських відносин та військово-промислового комплексу України, висвітлення проблем трансформації української оборонної промисловості, громадянського контролю над силовими структурами та участі України в міжнародних режимах контролю за озброєннями та критичними технологіями.
У 2001 році ЦДАКР став засновником інформаційно-консалтингової компанії Defense Express, у партнерстві з якою проводить дослідження.

## Історія
- Заснований в 1999 році з метою сприяння розвитку та поглибленню демократизації українського суспільства шляхом поширення загальноприйнятих у світі норм громадського контролю над силовими структурами. З травня 1999 року директором ЦДАКР є Валентин Бадрак.
- У 2004 році експерти ЦДАКР спільно з Defense Express і VAB-Банк (раніше ВАБанк) випустили першу в Україні книгу про національний збройовий бізнес «Культ. Експорт зброї по-українськи».
- У 2006 році експертами ЦДАКР і Defense Express спільно з Інститутом автоматизованих систем Української академії наук був випущений перший в країні огляд технологій військового і подвійного призначення «Техносила».
- У 2008 році ЦДАКР спільно з Defense Express виконав перше в країні системне дослідження перспектив військово-технічного співробітництва України з Росією «Військово-технічна співпраця України з Росією: розвінчання міфів».
- У 2009 році ЦДАКР спільно з Defense Express провів і видав перше в державі детальне дослідження перспектив військово-технічного співробітництва України з Китаєм «Україна — Китай: від проектів до стратегічного партнерства».
- У 2010 році ЦДАКР спільно з Defense Express випустив дослідження про потенціал оборонної промисловості країни «ОПК України — локомотив національної економіки».
- У 2011 році з'явилася спільна робота ЦДАКР і Defense Express — збірник перспективних технологій військового і подвійного призначення «Ukrainian Arsenal. Modern Defense & Dual-Use Equipment».
- У 2012 році в рамках спільного проекту з НАТО (через координатора Північноатлантичного альянсу — Офіс зв'язку НАТО в Києві) експерти ЦДАКР провели і опублікували дослідження «Виховання доброчесності і боротьба з корупцією в оборонних структурах: досвід України».
- Крім того, в 2012 році експертами ЦДАКР було підготовлено, і спільно з Женевським центром демократичного контролю над Збройними силами видано дослідження «Challenges Facing Arms Export Control in Ukraine and The Russain Federation».
- У 2013 році плодом роботи експертів ЦДАКР, аналітиків інформаційно-консалтингової компанії Defense Express і запрошених експертів України та Росії стало дослідження темпів і якості переозброєння армій ряду держав регіону Центральної та Східної Європи, а також аспектів переозброєння Збройних сил України з урахуванням найважливіших особливостей реформування армії України — «Особливості реформування ЗС і ОПК країн Центральної та Східної Європи. Уроки для України».

## Мета
- вивчення та аналіз розвитку силових структур України;
- аналіз діяльності України у міжнародних режимах та багатосторонніх угодах, що стосуються контролю за розповсюдженням озброєння та критичних технологій;
- сприяння трансформації української оборонної промисловості та сприяння міжнародному співробітництву;
- врахування у своїй діяльності інтересів національних виробників оборонної сфери.

## Напрями діяльності
- досліджує темпи, напрями та наслідки реформування силових структур України, співпрацює з ними;
- вивчає тенденції та перспективи трансформації національної оборонної промисловості;
- здійснює моніторинг та аналіз експорту та імпорту озброєння, продукції подвійного призначення та чутливих технологій на пострадянському просторі, а також їх розповсюдження у світі.

## Команда Центру

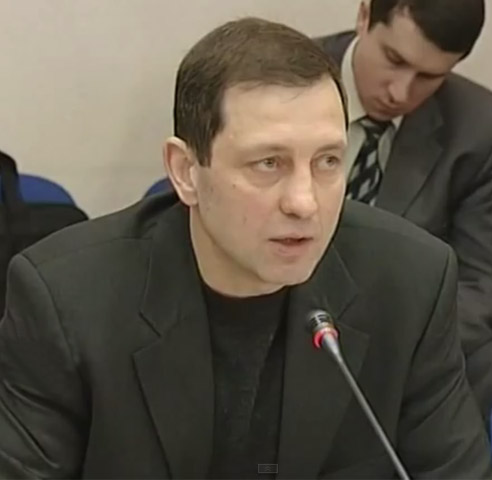
Валентин Бадрак

- Валентин Бадрак — директор ЦДАКР, український журналіст, публіцист, письменник;
- Михайло Самусь — заступник директора ЦДАКР з міжнародних питань;
- Дмитро Козлов — заступник директора ЦДАКР з ОПК;
- Володимир Копчак — керівник Південно-Кавказької філії ЦДАКР;
- Ігор Федик — керівник Балканського офісу ЦДАКР;
- Антон Міхненко — керівник Дунайського сектору ЦДАКР;
- Юрій Пойта — керівник секції Азіатсько-Тихоокеанського регіону ЦДАКР;
- Володимир Солов'ян — керівник зовнішньополітичних проектів ЦДАКР;
- Павло Кривенко — керівник секції інформаційної та кібербезпеки ЦДАКР, координатор Платформи «Штучний інтелект».

## Керівництво Експертної Ради Центру
- Леонід Поляков — голова Експертної ради ЦДАКР, український військовий експерт, фахівець з оборонної політики України;
- Микола Сірук — перший заступник Голови Експертної Ради ЦДАКР.

## Видання Центру
- Бадрак В., Згурец С., Максимов С. Культ: оружейный бизнес по-украински / В. В. Бадрак, С. Г. Згурец, С. В. Максимов — К : Дифенс Экспресс Групп, 2004. — 306 с. Е-версія [Архівовано 4 червня 2014 у Wayback Machine.]
- ТехноСила: украинские «ноу-хау» в оборонной и гражданской сферах [Текст] / В. В. Бадрак [и др.] ; ред. В. Ф. Ващенко. — К. : [б. и.], 2006. — 344 с. Е-версія
- Бадрак В., Згурец С. Военно-техническое сотрудничество Украины с Россией: развенчание мифов. — К : ЦИАКР, 2008. Е-версія
- Бадрак В., Згурец С. и др. Украина-Китай: от проектов к стратегическому партнерству. — К., 2009. Е-версія
- ОПК Украины — локомотив национальной экономики (Defense Express Library). — К. : ЦИАКР, 2010. Е-версія